# Liberalen van Servië
Liberalen van Servië (Servisch: Либерали Србије, ЛС, Liberali Srbije, LS) was een liberale politieke partij in Servië die bestond van 1990 tot 2010.

## Geschiedenis
De partij Liberalen van Servië (LS) werd op 10 juli 1990 opgericht onder de naam Nieuwe Democratie (Servisch: Нова Демократија, НД, Nova demokratija, ND) en was een voortgekomen uit de Sociaaldemocratische Jeugdbond. ND sloot zich aan bij de bundeling van oppositiekrachten, de Democratische Beweging van Servië (DEPOS), welke gekant was tegen het bewind van Socialistische Partij van Servië (SPS) van de Servische president Slobodan Milošević. De partij kwam onder leiding te staan van Dušan Mihajlović (*1948).
Bij de verkiezingen van 1992 won ND 1 zetel in het parlement. Bij de verkiezingen een jaar later kwam ND uit op 6 zetels. Bij deze verkiezingen verloren de socialisten van Milošević hun parlementaire meerderheid. Vervolgens stapte ND uit DEPOS en trad toe tot de Servische regering die verder bestond uit de SPS en Joegoslavisch Verenigd Links (JUL). Bij de verkiezingen van 1997 vormden ND, SPS en JUL de Linkse Coalitie die 110 van de 250 zetels in het parlement in de wacht wist te slepen. Binnen de Linkse Coalitie was ND goed voor 5 zetels.
In 1998 trad ND uit het kabinet en werd vervangen door de Servische Radicale Partij van Vojislav Šešelj. Twee jaar later sloot ND zich aan bij de verenigde oppositie DOS, wier voornaamste doel was met een gezamenlijke kandidaat voor de Joegoslavische presidentsverkiezingen van 2000 te komen om het op te nemen tegen zittend president Milošević. De kandidaat van DOS, Vojislav Koštunica, won de presidentsverkiezingen en werd na een korte revolutie (oktober 2000) beëdigd. Bij de gelijktijdig gehouden Joegoslavische parlementsverkiezingen werd DOS de grootste; De in december 2000 gehouden Servische parlementsverkiezingen lieten eenzelfde resultaat zien. Van de 176 zetels die DOS wist te winnen kwamen er 9 toe aan ND. Nieuwe Democratie trad toe tot de Servische regering en Mihajlović werd vicepremier. Bij de verkiezingen van 2003 verdween ND uit het Servische parlement. Mihajlović vertrok in 2004 als partijleider en de partijnaam werd gewijzigd in Liberalen van Servië (LS). Als onderdeel van een rechtse lijstverbinding wisten de liberalen in 2007 geen zetels te winnen.
Op 13 april 2010 werd de partij LS opgeheven.